# Niebieska Maryla
Niebieska Maryla to album Maryli Rodowicz wydany 14 września 2000 roku przez wydawnictwo Izabelin Studio. Dystrybutorem była wytwórnia Universal Music Polska. Materiał muzyczny zarejestrowano podczas tournée jakie artystka odbyła w 2000 roku pod patronatem Radia Zet.
20 listopada 2002 roku płyta uzyskała w Polsce certyfikat złotej.

## Lista utworów
1. Małgośka (02:50)
2. Remedium (04:38)
3. Dziś prawdziwych Cyganów już nie ma (03:49)
4. To już było (04:55)
5. Niech żyje bal (05:22)
6. Łatwopalni (03:32)
7. Sing Sing (02:33)
8. Diabeł i raj (03:32)
9. Ballada wagonowa (01:38)
10. Zakopane (01:47)
11. Do łezki łezka (03:38)
12. Rozmowa przez ocean (03:35)
13. - (00:04)
14. Wielka woda (04:45)
15. Gaj (03:30)
16. Łza na rzęsie (05:00)
17. Co się stało z mamą ? (05:22)
18. Kolorowe jarmarki (04:20)
19. Kasa - sex (03:07)
20. Szparka sekretarka (04:51)
21. Kropka nad ... (04:25)